# عزلة بكيل (ذمار)

تعديل مصدري - تعديل

عزلة بكيل هي إحدى عزل مديرية ضوران انس في محافظة ذمار اليمنية ويبلغ تعداد سكانها 5290 نسمة حسب التعداد السكاني في اليمن لعام 2004.